# Formel Nippon 2006
Formel Nippon 2006 kördes över 9 omgångar. Benoît Tréluyer blev mästare.

## Delsegrare
| Datum        | Bana      | Vinnare         |
| ------------ | --------- | --------------- |
| 2 april      | Fuji      | Benoît Tréluyer |
| 16 april     | Suzuka    | Loïc Duval      |
| 28 maj       | Motegi    | André Lotterer  |
| 10 juni      | Suzuka    | Benoît Tréluyer |
| 6 augusti    | Autopolis | Tsugio Matsuda  |
| 27 augusti   | Fuji      | Benoît Tréluyer |
| 17 september | Sugo      | Loïc Duval      |
| 21 oktober   | Motegi    | Benoît Tréluyer |
| 19 november  | Suzuka    | André Lotterer  |

## Slutställning
| Plats | Förare             | Poäng |
| ----- | ------------------ | ----- |
| 1     | Benoît Tréluyer    | 51    |
| 2     | Tsugio Matsuda     | 38    |
| 3     | André Lotterer     | 30    |
| 4     | Loïc Duval         | 25    |
| 5     | Satoshi Motoyama   | 16    |
| 6     | Björn Wirdheim     | 13,5  |
| 7     | Tatsuya Kataoka    | 13    |
| 8     | Yuji Tachikawa     | 10    |
| 9     | Toshihiro Kaneishi | 9     |
| 10    | Ronnie Quintarelli | 6     |